# まねー!!マネー!?Money!!
「まねー!!マネー!?Money!!」（まねーマネーまねー）は、日本の女性アイドルグループたこやきレインボーのメジャー4枚目のシングル。2017年9月20日にavex traxから発売された。

## 概要
メジャー4枚目のシングルとなる「まねー!!マネー!?Money!!」は、ヒャダインこと前山田健一が作曲、CMJKが編曲を手がけ、 サーフ・ロックとモリコーネ(風)を取り込んだヒップホップかと思えば、いきなり メロコアに展開するという超プログレッシヴな一曲に仕上がっている。歌詞の中にある“上げろ！上げろ！賃上げ 爆上げ！”は春闘のシュプレヒコールになってもいいくらいのパンチラインである。
TYPE-Dのカップリングである「なれたらなぁ」は、チャラン・ポ・ランタンの 小春（アコーディオン）が提供し、アレンジと演奏まで担当したナンバーである。テレビアニメ「ねこねこ日本史」のエンディングテーマとして使用されている。
DVD付き盤とBlu-ray付き盤、そしてCDのみ盤3形態の、5形態で発売された。

## 収録内容

### まねー!!マネー!?Money!!（TYPE-A(CD+DVD)）
CD
1. まねー!!マネー!?Money!!
作詞：前山田健一/ばんぼび・作曲：前山田健一。編曲：CMJK

DVD
1. まねー!!マネー!?Money!!　Music Video
2. まねー!!マネー!?Money!!　Making Movie

### まねー!!マネー!?Money!!（TYPE-B(CD+Blu-ray)）
CD
1. まねー!!マネー!?Money!!

Blu-ray
たこ虹春の全国ツアー「Rainbow Revolution」@Zepp Tokyo <2017.5.28>
1. 六甲たこおろし
2. じゆう！そう！フリーダム！
3. 絶唱！なにわで生まれた少女たち
4. なにわのはにわ
5. レインボーレボリューション
6. サンデーディスカバリー
7. ナナイロダンス
8. めっちゃPUNK
9. ええねん
10. RAINBOW ～私は私やねんから～

### まねー!!マネー!?Money!!（TYPE-C(CD)）
CD
1. まねー!!マネー!?Money!!
2. ほなまたね　サマー
作詞・作曲・編曲：前山田健一

### まねー!!マネー!?Money!!（TYPE-D(CD)）
CD
1. まねー!!マネー!?Money!!
2. なれたらなぁ
作詞・作曲： 小春（チャラン・ポ・ランタン）

### まねー!!マネー!?Money!!（TYPE-E(CD)）
1. まねー!!マネー!?Money!!
2. Tacoyaki's Burning
作詞・作曲：浅利進吾

## リリース日一覧
| 地域 | リリース日     | レーベル  | 規格                 | カタログ番号                      |
| ---- | -------------- | --------- | -------------------- | --------------------------------- |
| 日本 | 2017年09月20日 | avex trax | CD＋DVD              | AVCD-83920/B（TYPE-A(CD+DVD）     |
| 日本 | 2017年09月20日 | avex trax | CD＋Blu-ray          | AVCD-83921/B（TYPE-B(CD+Blu-ray） |
| 日本 | 2017年09月20日 | avex trax | マキシシングル（CD） | AVCD-83922（TYPE-C(CD)）          |
| 日本 | 2017年09月20日 | avex trax | マキシシングル（CD） | AVCD-83923（TYPE-D(CD)）          |
| 日本 | 2017年09月20日 | avex trax | マキシシングル（CD） | AVCD-83924（TYPE-E(CD)）          |